# Генріх (VII) Гогенштауфен
Генріх (VII) (нім. Heinrich VII Hohenstaufen; 1211  —1242) — король Сицилії у 1212—1217 роках (як Генріх II), король Німеччини та Італії у 1220—1235 роках.

## Біографія
Походив з династії Гогенштауфенів. Син Фрідріха II, імператора Священної Римської імперії, та Констанції, доньки Альфонсо II, короля Арагону. Народився у 1211 році на Сицилії. В 1212 році номінально став королем Сицилії (при регентстві матері), оскільки Фрідріх II намагався забезпечити спадковість влади династії на Сицилії. У 1217 році став герцогом Швабії, перебрався до родинних земель Гогенштауфенів.
З дитинства Генріх зростав без батька, який жив в Італії і майже не займався його вихованням. У 1219 році після смерті останнього представника швабської лінії Церінгену Генріх став ректором (намісником) Бургундського королівства (Арелат).
У 1220 році відбулось обрання Генріха королем Німеччини. Але попри це, всіма справами завідував Енгельберт фон Берг, архієпископ Кельнський. 1222 року відбулася офіційна коронація Генріха в Аахені. Того ж року відбулися заручення з донькою Оттокара I, короля Богемії. При ньому було багато заворушень, але після його смерті в 1225 році вони ще збільшилися, незважаючи на дії нового опікуна Людвига I Віттельсбаха, герцога Баварії. У 1225 році оженився на доньці герцога Австрійського.
Під впливом своїх приятелів Генріх став нехтувати порадами батька і перестав виконувати його накази. Він проводив час серед коханок, мисливців, міннезингерів. Водночас сам Генріх складав численні міннелібері (придворні вірші про кохання).
1228 році звільнив Людвига Баварського. Генріх нехтував дружиною і хотів розлучитися з нею. Його тесть, австрійський герцог Леопольд, помер у червні 1230 року. Брат Генріхової дружини Фрідріх, ставши герцогом, не віддав обіцяного приданого. Від цього ворожнеча Генріха до дружини збільшилася. 1231 року під тиском знаті та радників у Вормсі прийнято Статут проти німецьких міст. Це призвело до сварки з батьком.
У 1232 році імператор Фрідріх II викликав сина до Чивідале в Фріульському маркграфстві й різко докоряв його за самовілля. Генріх повернувся до Німеччини надзвичайно роздратований отриманою доганою і з цього часу став думати про війну з батьком. Генріх зробив радником Егенона V, графа Ураха, ворога імператора.
У грудні 1234 року посли Генріха уклали договір з ломбардськими містами. Ломбардці погодилися визнати Генріха королем і допомагати йому у війні з імператором. У свою чергу, Генріх визнав їх незалежність. Після цього він скликав прихильників у Боппарді та домовився з ними про повстання. Але незабаром з'ясувалося, що його готові відкрито підтримувати лише єпископи Вормський і Вюрцбурзький, а спроба отримати підтримку з боку Людовика IX, короля Франції, виявилися марними. При цьому саме місто Вормс зберегло вірність імператору. Проти короля Німеччини повстали лицарі Гогенлое та маркграф Генріх Баденський.
Генріх зрозумів, що не має сил опиратися і 4 липня приїхав до батька у Вімпфен. Фрідріх II запроторив сина до в'язниці, потім відправив до замку Аллергейм. Пізніше Генріха відправили до Апулії, де перевозили з одного замку до іншого. Колишній король помер у замку Мартірано у лютому 1142 року.

## Родина
Дружина — Маргарита, донька Леопольда VI, герцога Австрії
Діти:
- Генріх, помер дитиною
- Фрідрих, помер дитиною